# (27724) Jeannoël
(27724) Jeannoël est un astéroïde de la ceinture principale.

## Nom
Son nom, initialement orthographié erronément « Jeannoel », est rectifié en « Jeannoël » le 14 août 2023.

## Description
(27724) Jeannoël est un astéroïde de la ceinture principale. Il fut découvert le 21 août 1990 à l'observatoire de Haute-Provence par Eric Walter Elst. Il présente une orbite caractérisée par un demi-grand axe de 2,26 UA, une excentricité de 0,18 et une inclinaison de 4,7° par rapport à l'écliptique.

## Compléments